# ロッジ・ケリガン
ロッジ・ケリガン（Lodge Kerrigan, 1964年 - ）は、アメリカ合衆国の脚本家、映画監督、テレビ監督である。

## キャリア
1994年の第47回カンヌ国際映画祭のある視点部門で初監督映画『クリーン、シェーブン』が上映された。
1998年の第51回カンヌ国際映画祭のコンペティション部門で監督映画第2作『Claire Dolan』が上映され、パルム・ドールを争った。
2010年の第63回カンヌ国際映画祭では、監督映画第4作『Rebecca H. (Return to the Dogs)』が2度目となる、ある視点部門での上映を果たした。

## フィルモグラフィ

### 映画
- クリーン、シェーブン Clean, Shaven (1993) 監督・脚本・製作
- Claire Dolan (1998) 監督・脚本
- Keane (2004) 監督・脚本
- Rebecca H. (Return to the Dogs) (2010) 監督・脚本・製作

### テレビ
| 年   | 作品                                     | クレジット | 備考                                                               |
| ---- | ---------------------------------------- | ---------- | ------------------------------------------------------------------ |
| 2012 | HOMELAND Homeland                        | 監督       | 第2シーズン第3話「正しかったこと」                                 |
| 2013 | Longmire                                 | 監督       | 第2シーズン第2話「Carcasses」                                      |
| 2013 | THE KILLING 〜闇に眠る美少女 The Killing | 監督       | 第3シーズン第2話「That You Fear the Most」 第3シーズン第8話「Try」 |
| 2014 | ジ・アメリカンズ The Americans           | 監督       | 第2シーズン第4話「アイネクライネナハトムジーク」                   |
| 2014 | ベイツ・モーテル Bates Motel             | 監督       | 第2シーズン第3話「過去の訪問者」                                   |
| 2022 | タルサ・キング Tulsa King                | 監督       | 第1シーズン第8話「アドビ・ウォーズ」                               |
| 2022 | タルサ・キング Tulsa King                | 監督       | 第2シーズン第9話「幸福な旅路」                                     |